# Vladimir Gotișan
Vladimir Gotișan (ur. 22 czerwca 1986) – mołdawski zapaśnik walczący w stylu wolnym. Zajął dziesiąte miejsce na mistrzostwach świata w 2011. Piąty na mistrzostwach Europy w 2010. Brązowy medal na akademickich mistrzostwach świata z 2012. Trzynasty na Uniwersjadzie w 2013, jako zawodnik Narodowego Instytutu Edukacji Fizycznej i Sportu w Kiszyniowie. Wicemistrz Europy juniorów w 2005 roku.